# Clintonia andrewsiana
Clintonia andrewsiana là một loài thực vật có hoa trong họ Măng tây. Loài này được Torr. mô tả khoa học đầu tiên năm 1857.

## Hình ảnh

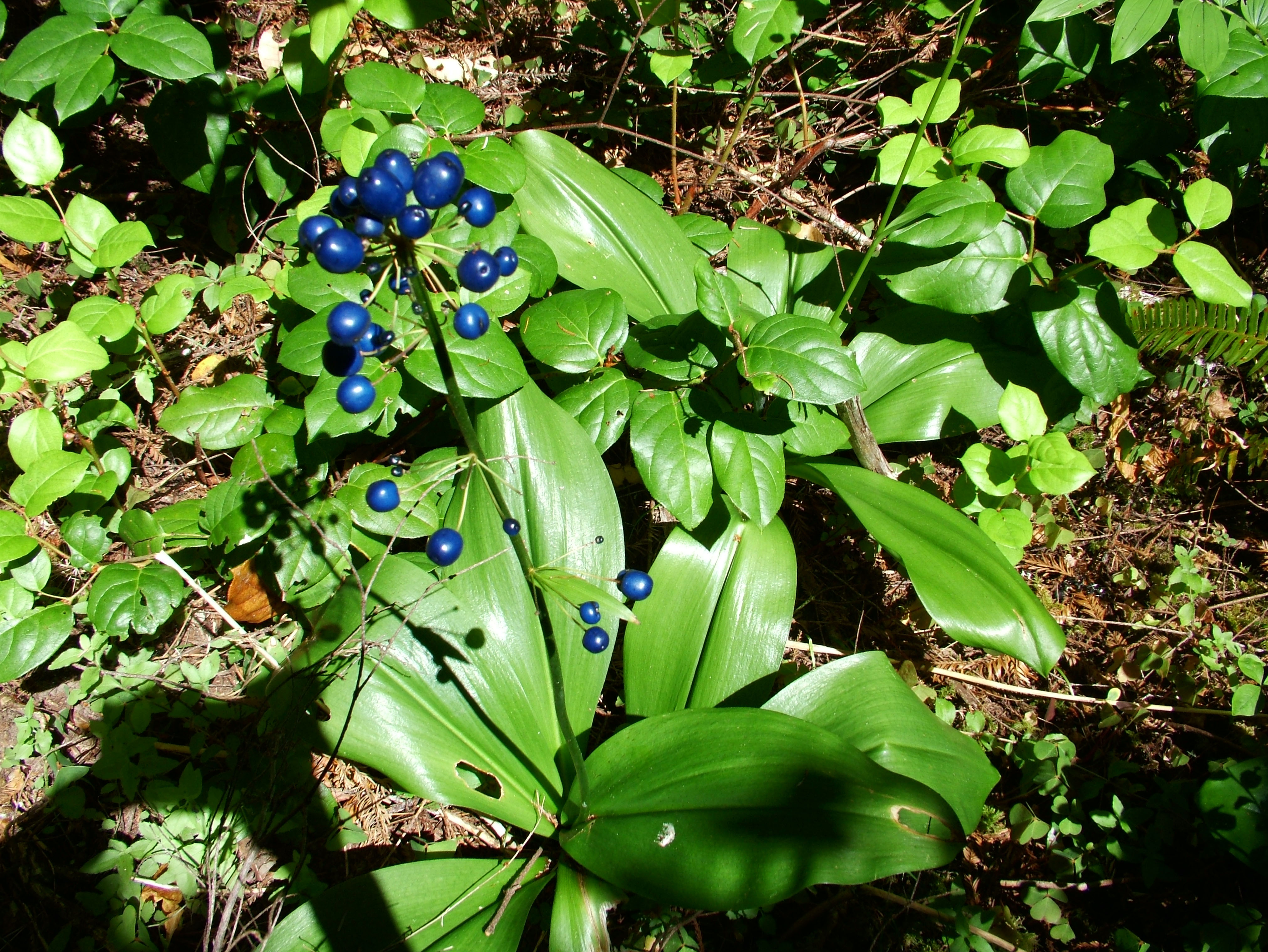
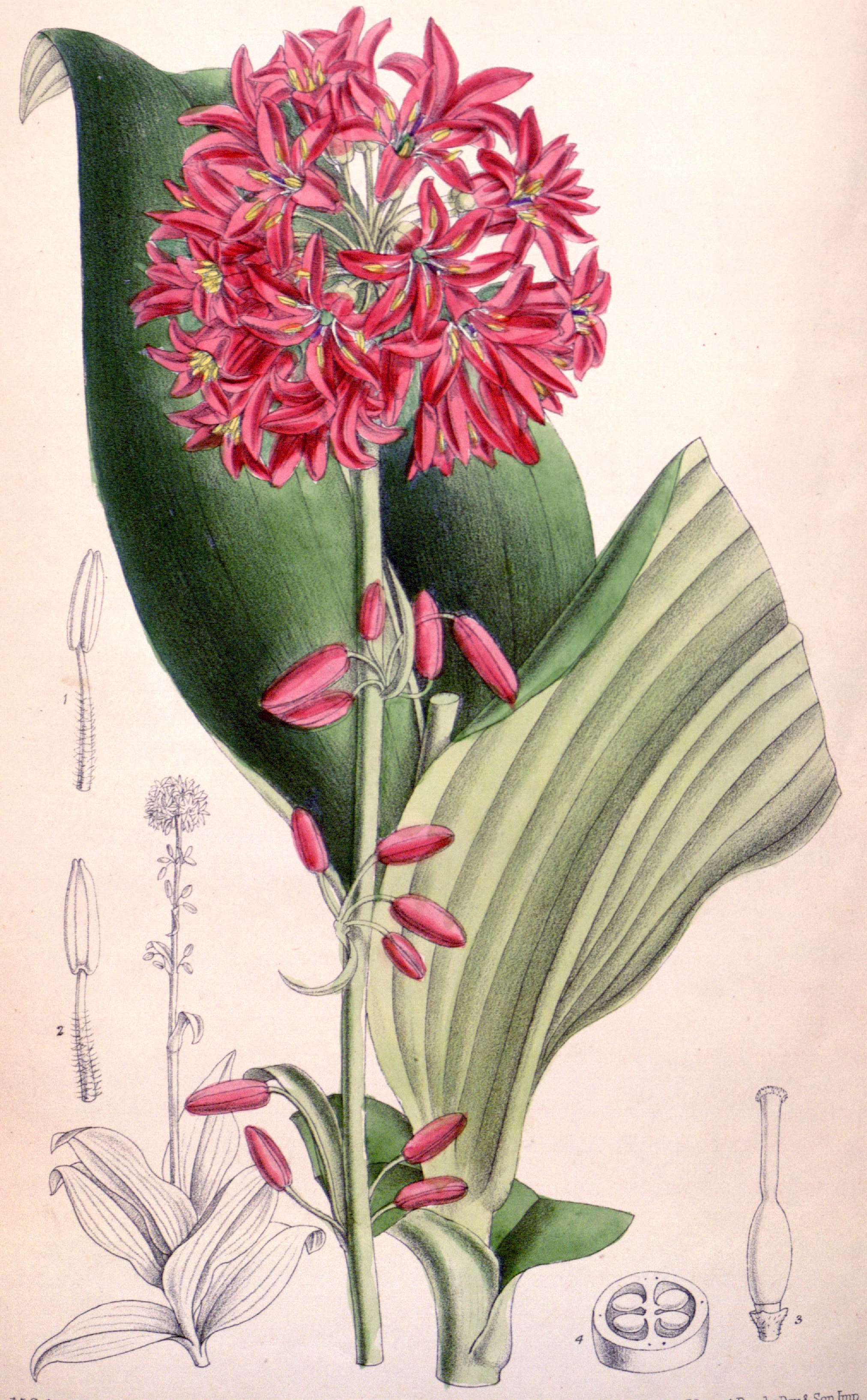
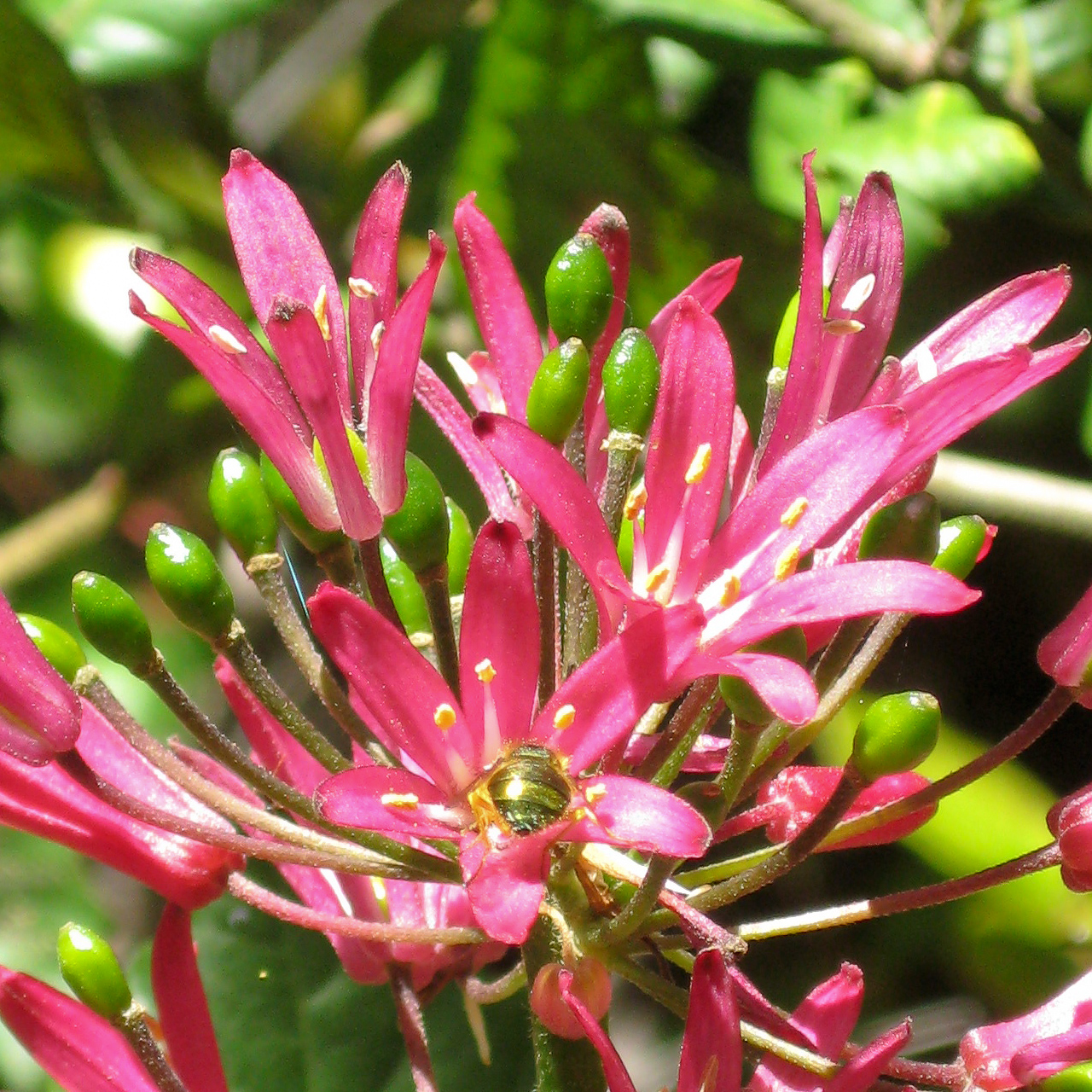
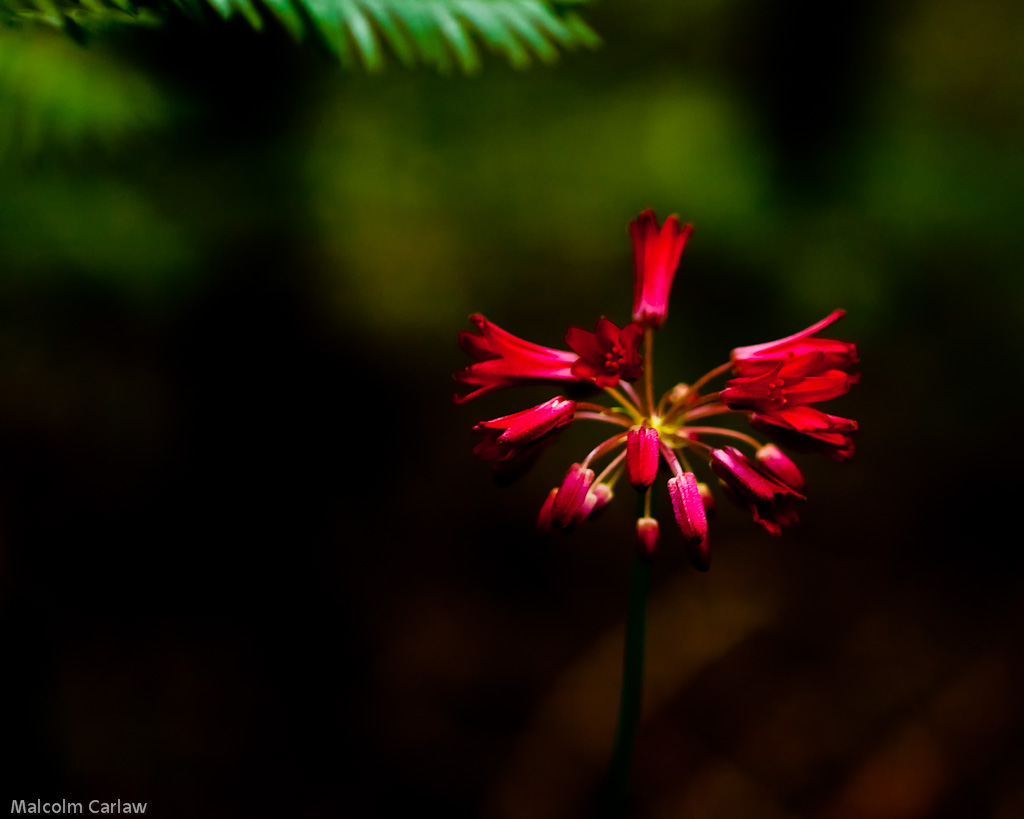